# Argyphia pulverulenta
Argyphia pulverulenta là một loài bướm đêm trong họ Noctuidae.